# Protocolos AAA
Em segurança da informação, o termo protocolos AAA (Authentication, Authorization and Accounting) é uma referência aos protocolos relacionados com os procedimentos de autenticação, autorização e auditoria. A autenticação verifica a identidade digital do usuário de um sistema, a autorização garante que um usuário autenticado somente tenha acesso aos recursos autorizados e, por fim, a auditoria refere-se a coleta de informações sobre o uso dos recursos de um sistema pelos seus usuários.

## Autenticação
A autenticação é uma referência ao procedimento que confirma a validade do usuário que realiza a requisição de um serviço. Este procedimento é baseado na apresentação de uma identidade junto com uma ou mais credenciais. As senhas e os certificados digitais são exemplos de credenciais.

## Autorização
A autorização é a concessão de uso para determinados tipos de serviço, dada a um usuário previamente autenticado, com base na sua identidade, nos serviços que requisita e no estado atual do sistema. A autorização pode ser baseada em restrições, que são definidas por um horário de permissão de acesso ou localização física do usuário, por exemplo. A autorização determina a natureza do serviço cujo acesso é permitido a um usuário. Como exemplos de tipos de serviços temos: filtragem de endereço IP, atribuição de endereço, atribuição de rota, serviços diferenciados por QoS, controle de banda/gerenciamento de tráfego, tunelamento compulsório para determinado endpoint e criptografia.

## Auditoria
O procedimento de auditoria é uma referência à coleta da informação relacionada à utilização de recursos de rede pelos usuários. Esta informação pode ser utilizada para gerenciamento, planejamento, cobrança e etc. A auditoria em tempo real ocorre quando as informações relativas aos usuários são trafegadas no momento do consumo dos recursos. Na auditoria em batch as informações são gravadas e enviadas posteriormente. As informações que são tipicamente relacionadas com este processo são a identidade do usuário, a natureza do serviço entregue, o momento em que o serviço se inicia e o momento do seu término.

## Requerimentos
- RFC 2194 Review of Roaming Implementations
- RFC 2477 Criteria for Evaluating Roaming Protocols
- RFC 2881 Network Access Server Requirements Next Generation (NASREQNG) NAS Model
- RFC 2903 Generic AAA Architecture
- RFC 2904 AAA Authorization Framework
- RFC 2905 AAA Authorization Application Examples
- RFC 2906 AAA Authorization Requirements
- RFC 3169 Criteria for Evaluating Network Access Server Protocols
- RFC 3539 AAA Transport Profile
- RFC 1234 AAA Transport Profile

## Lista de Protocolos AAA
- RADIUS
- DIAMETER
- TACACS
- TACACS+

Alguns protocolos utilizados em combinação com os citados acima :
- PPP
- EAP
- LDAP